# Мартіна Райхертс
Мартіна Райхертс (люксемб. Martine Reicherts; нар. 13 квітня 1957) — єврокомісар, генеральний директор Європейського Союзу з питань освіти, молоді, спорту та культури до свого виходу на пенсію в 2018 році, коли її змінила Феміда Крістофіду. Раніше вона обіймала посаду генерального директора Офісу офіційних публікацій Європейського Союзу.
Народилася 13 квітня 1957 року в місті Люксембург, Люксембург, і здобула освіту в Європейській школі Люксембург I. Навчалася в Університеті Люксембурга, Університеті Ніцци, Університеті Екс-ан-Прованс та Університеті «Париж II» і має диплом магістра права та D.E.A. в господарському праві. Після адвокатської практики в Люксембурзі з 1980 по 1984 рік працювала в Європейській комісії з 1984 року до виходу на пенсію в 2018 році. З 1988 по 1991 рік вона викладала оподаткування в Брюссельській школі економіки та менеджменту Solvay.
Була єврокомісаром у Комісії Баррозу з портфелем юстиції, основних прав і громадянства.